# Elchad Isgandarov
Elchad Isgandarov (en azerbaïdjanais: Elşad Hüseyn oğlu İsgəndərov;), né le 21 mai 1972 est un homme politique azerbaïdjanais, ancien président du Comité d'État pour le travail avec les associations religieuses de la république d'Azerbaïdjan.

## Biographie
Elchad Isgandarov est né le 21 mai 1972 à Bakou. Il est diplômé de la faculté d'histoire de l'université d'État de Bakou avec honneur en 1993. Il a obtenu une maîtrise en affaires internationales de l'université Columbia, États-Unis (2002-2004).
En 1993-1995, il a été rédacteur en chef de la revue d'histoire de l'Académie nationale des sciences d'Azerbaïdjan. En 1995, il était l'un des cofondateurs de l'Assemblée nationale des organisations de jeunesse de la république d'Azerbaïdjan. Plus tard, il a été vice-président de l'Assemblée nationale. À partir de 1999, il a travaillé au ministère des Affaires étrangères de la république d'Azerbaïdjan. En 2000-2005, il a été le premier secrétaire de la mission permanente de la république d'Azerbaïdjan auprès de l'ONU.
En mars 2009, il a reçu le grade d'ambassadeur extraordinaire et plénipotentiaire en vertu du décret du président de la République d'Azerbaïdjan. Le 31 mai 2012,  Isgandarov a été nommé président du Comité d'État pour les associations religieuses de la république d'Azerbaïdjan
Il parle couramment azerbaïdjanais (langue maternelle), anglais et russe ainsi que la langue arabe au niveau intermédiaire.